# Tunkiosaari
Tunkiosaari är en ö i Finland. Den ligger i sjön Jonkeri och i kommunen Kuhmo i den ekonomiska regionen  Kehys-Kainuu  och landskapet Kajanaland, i den östra delen av landet, 500 km nordost om huvudstaden Helsingfors. Öns area är 6,5 hektar och dess största längd är 500 meter i sydöst-nordvästlig riktning.